# Lac Leamy
Lac Leamy är en sjö i Kanada.   Den ligger i provinsen Québec, i den sydöstra delen av landet. Lac Leamy ligger 39 meter över havet.